# Trofeu Conde de Fenosa
El Trofeu Conde de Fenosa era un torneig futbolístic d'estiu de caràcter amistós, organitzat pel Deportivo de La Coruña. Fou instituït pel financer i filantrop corunyès Pedro Barrié de la Maza, Comte de Fenosa.
Es va disputar entre 1968 i 1976. Després de la seva desaparició, el Deportivo de La Coruña va esdevenir amfitrió del Trofeu Teresa Herrera.

## Finals
| Ant  | Campió                 | Subcampió              | Resultat           |
| ---- | ---------------------- | ---------------------- | ------------------ |
| 1968 | Racing Avellaneda      | Deportivo de La Coruña | 1-0                |
| 1969 | Deportivo de La Coruña | Torneig triangular     | Torneig triangular |
| 1970 | No es va disputar      | No es va disputar      | No es va disputar  |
| 1971 | Torpedo Moscou         | Deportivo de La Coruña | 3-1                |
| 1972 | Eintracht Frankfurt    | Deportivo de La Coruña | 1-0                |
| 1973 | Reial Madrid           | Deportivo de La Coruña | 2-1                |
| 1974 | Deportivo de La Coruña | CD Ourense             | 1-0                |
| 1975 | Deportivo de La Coruña | Torneig triangular     | Torneig triangular |
| 1976 | Atlético Mineiro       | Deportivo de La Coruña | 4-2                |

## Palmarès
| Equip                  | Títols | Anys              |
| Deportivo de La Coruña | 3      | 1969, 1974 e 1975 |
| Racing Avellaneda      | 1      | 1968              |
| Torpedo Moscou         | 1      | 1971              |
| Eintracht Frankfurt    | 1      | 1972              |
| Reial Madrid           | 1      | 1973              |
| Atlético Mineiro       | 1      | 1976              |